# Testbemanning
Testbemanning is een Nederlands sciencefictionhoorspel naar het gelijknamige boek van Carl Lans en werd door de KRO als hoorspelserie uitgezonden in 1961/1962. De regie had Léon Povel.
Testbemanning werd in boekvorm (hardcover) uitgebracht door uitgeverij Libra ergens in de jaren vijftig; begin jaren zestig door Uitgeverij A.J. Luitingh te Amsterdam in twee hardcovers, te weten: Testbemanning - De Coördinator en Testbemanning - De Proctor; en in 1966 heruitgegeven door Uitgeverij A.J. Luitingh Laren N.H., nu in de vorm van twee Tijgerpockets Wedloop met een Nova en Testwerelden van de Galaxie.

## Hoorspelserie Testbemanning

### Omschrijving kort
De serie speelt zich af in de 21e eeuw. Op het proefterrein "Oostschiermonnikoog" in de gedempte Waddenzee is een reusachtige Raketbasis gebouwd. Vanaf deze plaats wordt een expeditie naar de verre planeet Saturnus voorbereid. Eenmaal in de Ruimte lijkt er een saboteur aan boord te zijn. Door onbegrijpelijke, haast bovennatuurlijke gebeurtenissen wordt de situatie van de ruimte-expeditie gaandeweg hopeloos.

### Omschrijving uitgebreid
In het hoorspel "Testbemanning" is niets wat het lijkt te zijn; het verhaal zet ons voortdurend op het verkeerde been.
Aanvankelijk lijken we te luisteren naar een eenvoudig ruimtevaartverhaal. Vanuit Nederland vertrekt een expeditie naar de ringen van Saturnus. De mensheid als actieve onderzoeker.
Een testbemanning en in het bijzonder captain Joost Ros, doorstaat velerlei moeilijkheden, waarvan aanvankelijk een aantal wordt opgelost met de (noodzakelijke) hulp van de coördinator, dr. Thomson. Die moeilijkheden blijken 'geconstrueerd' te zijn, dat wil zeggen, ze zijn aangebracht met de bedoeling de bemanning te testen. De bemanning test niet, maar wórdt getest. De coördinator, van wie het vermoeden bestond dat hij de (test-)leider was, blijkt een werktuig te zijn in de handen van de werkelijke testleiders.
Naarmate het verhaal vordert, verandert het van een sciencefictionverhaal in een psychologisch verhaal. We krijgen een kijkje in de achtergronden, de gevoelens en de angsten van captain Ros. We zijn er ook getuige van hoe de karakters van de verschillende bemanningsleden op elkaar inwerken en vooral hoe ze elkaar stimuleren, vaak als gevolg van hun tegengestelde karakters.
Eindelijk komt de aap uit de mouw. De bemanning van het ruimteschip representeert de complete mensheid. Ze moet een aantal testen ondergaan om te tonen dat het mensdom waardevol genoeg is om van een dreigende ondergang gered te worden.
Regelmatig wordt het "primitieve", emotionele mensdom vergeleken met de "beschaafde" emotie-arme wezens die elders in het heelal leven. Onze emoties brengen de "aliens" tot het inzicht dat die primitief geachte mensjes intenser leven dan zij. En dat juist daardoor het menselijk leven zo waardevol is.

### Gegevens
- Auteur: Carl Lans
- Regie: Léon Povel
- Aantal delen: 29
- Tijdsduur: 17 uur 12 min

Net als in zijn vorige sciencefictionserie Sprong in het heelal uit de jaren 50 moest regisseur Léon Povel opnieuw allerlei geluiden bedenken die niet bestonden -ditmaal zo'n 180- welke nodig waren om bijvoorbeeld een buiklanding op een grasplaneet en een strijdend robotleger duidelijk te maken.

### Rolverdeling
| Hoofdpersonen           | Hoofdpersonen |
| ----------------------- | ------------- |
| Joost Ros, captain      | Johan Walhain |
| Dirk, elektronicus      | Paul Deen     |
| Jaap, cyberneticus      | Jan Borkus    |
| Huub, navigator         | Frans Somers  |
| Coördinator dr. Thomson | Jo Nobel      |
| Els                     | Nora Boerman  |

### Afleveringen
| Deel | Titel                        | 1e uitzending | Bijrollen                      | Bijrollen                                                       |
| ---- | ---------------------------- | ------------- | ------------------------------ | --------------------------------------------------------------- |
| 1.   | Een ziener                   | 01-10-1961    | Robospeaker                    | Harry Bronk                                                     |
|      |                              |               | Speaker 2                      | Dick Scheffer                                                   |
|      |                              |               | Stemmen                        | Harry Bronk (d) Dick Scheffer (d)                               |
|      |                              |               | Verslaggever                   | Johan Wolder                                                    |
|      |                              |               | Rilland en Gijsbers            | Dries Krijn (d)                                                 |
|      |                              |               | Van Meeteren                   | Rob Geraerds                                                    |
|      |                              |               | Omroepsysteem                  | Han König                                                       |
| 2.   | Verantwoordelijkheid         | 08-10-1961    | Van Meeteren                   | Rob Geraerds                                                    |
|      |                              |               | Veyerlingh, minister-president | Louis de Bree                                                   |
|      |                              |               | Flinterman                     | Constant van Kerckhoven                                         |
|      |                              |               | Directeur                      | Huib Orizand                                                    |
|      |                              |               | Luidspreker                    | Joke Reitsma-Hagelen                                            |
|      |                              |               | Chef veiligheid                | Herman van Eelen                                                |
|      |                              |               | Man en bewaker                 | Han König (d)                                                   |
|      |                              |               | Terlet                         | Maarten Kapteyn                                                 |
|      |                              |               | Van Laar                       | Jos Knipscheer                                                  |
|      |                              |               | Hemelaar                       | Wim Grelinger                                                   |
|      |                              |               | Reitsema                       | Wam Heskes                                                      |
| 3.   | Verzegelde orders            | 15-10-1961    | Van Meeteren                   | Rob Geraerds                                                    |
|      |                              |               | Jolsen                         | Johan Wolder                                                    |
|      |                              |               | Verslaggever                   | Herman van Eelen                                                |
|      |                              |               | Omroepsysteem                  | Elly den Haring                                                 |
|      |                              |               | Ir. Willink                    | Harry Bronk                                                     |
|      |                              |               | Derksen                        | Dick Scheffer                                                   |
|      |                              |               | Ir. Meuring                    | Dries Krijn                                                     |
| 4.   | Zonderlinge micrometeorieten | 22-10-1961    | Reitsema                       | Wam Heskes                                                      |
|      |                              |               | Gerda                          | Irene Poorter                                                   |
|      |                              |               | Van Meeteren                   | Rob Geraerds                                                    |
|      |                              |               | Jolsen                         | Johan Wolder                                                    |
|      |                              |               | Swieringa                      | Tonny Foletta                                                   |
|      |                              |               | Mevrouw van Meeteren           | Dogi Rugani                                                     |
|      |                              |               | Derksen                        | Dick Scheffer                                                   |
| 5.   | Lot van een verstekeling     | 29-10-1961    | Reitsema                       | Wam Heskes                                                      |
|      |                              |               | Gerda                          | Irene Poorter                                                   |
|      |                              |               | Van Meeteren                   | Rob Geraerds                                                    |
|      |                              |               | Jolsen                         | Johan Wolder                                                    |
|      |                              |               | Mevrouw van Meeteren           | Dogi Rugani                                                     |
| 6.   | Het “team” in actie          | 05-11-1961    | Reitsema                       | Wam Heskes                                                      |
|      |                              |               | Gerda                          | Irene Poorter                                                   |
|      |                              |               | Kwizbaas                       | Rijk de Gooyer                                                  |
|      |                              |               | Vrouw                          | Nel Snel                                                        |
|      |                              |               | Van Bergen                     | Jos Brink                                                       |
|      |                              |               | Van der Meyde                  | Cees Pijpers                                                    |
| 7.   | Schot in de Alpha            | 12-11-1961    | Reitsema                       | Wam Heskes                                                      |
|      |                              |               | Gerda                          | Irene Poorter                                                   |
| 8.   | Noodlottige manoeuvre        | 19-11-1961    | Reitsema                       | Wam Heskes                                                      |
|      |                              |               | Gerda                          | Irene Poorter                                                   |
|      |                              |               | Kwizbaas                       | Rijk de Gooyer                                                  |
| 9.   | Te elfder ure                | 26-11-1961    | Reitsema                       | Wam Heskes                                                      |
|      |                              |               | Gerda                          | Irene Poorter                                                   |
| 10.  | De parasiet                  | 03-12-1961    | Reitsema                       | Wam Heskes                                                      |
|      |                              |               | Gerda                          | Irene Poorter                                                   |
| 11.  | Electronische visvangst      | 10-12-1961    | Reitsema                       | Wam Heskes                                                      |
|      |                              |               | Gerda                          | Irene Poorter                                                   |
|      |                              |               | Van Meeteren                   | Rob Geraerds                                                    |
| 12.  | Noodlottige gevolgen         | 17-12-1961    | Reitsema                       | Wam Heskes                                                      |
|      |                              |               | Gerda                          | Irene Poorter                                                   |
|      |                              |               | Van Meeteren                   | Rob Geraerds                                                    |
|      |                              |               | Kwizbaas                       | Rijk de Gooyer                                                  |
|      |                              |               | Aardcontrole                   | Dick van ’t Sant                                                |
|      |                              |               | Directeur                      | Jan Apon                                                        |
| 13.  | Crisis                       | 24-12-1961    | Reitsema                       | Wam Heskes                                                      |
|      |                              |               | Gerda                          | Irene Poorter                                                   |
|      |                              |               | Kwizbaas                       | Rijk de Gooyer                                                  |
|      |                              |               | Vader                          | Louis de Bree                                                   |
| 14.  | Ontmaskering                 | 31-12-1961    | Reitsema                       | Wam Heskes                                                      |
|      |                              |               | Gerda                          | Irene Poorter                                                   |
|      |                              |               | Kwizbaas                       | Rijk de Gooyer                                                  |
|      |                              |               | Meisje                         | Elly den Haring                                                 |
|      |                              |               | Hendriksen                     | Harry Bronk                                                     |
|      |                              |               | Lydia                          | Barbara Hoffman                                                 |
|      |                              |               | Pielage                        | Jan Apon                                                        |
|      |                              |               | Mw. Houtzagers                 | Nel Snel                                                        |
| 15.  | Een man verdwijnt            | 07-01-1962    | Reitsema                       | Wam Heskes                                                      |
|      |                              |               | Gerda                          | Irene Poorter                                                   |
| 16.  | De overlevenden              | 14-01-1962    | Reitsema                       | Wam Heskes                                                      |
|      |                              |               | Gerda                          | Irene Poorter                                                   |
| 17.  | Het einde van de Coördinator | 21-01-1962    | Reitsema                       | Wam Heskes                                                      |
|      |                              |               | Gerda                          | Irene Poorter                                                   |
|      |                              |               | Van Meeteren                   | Rob Geraerds                                                    |
|      |                              |               | Proctor                        | Huib Orizand                                                    |
| 18.  | Landing in drievoud          | 28-01-1962    | Kliox                          | Robert Sobels                                                   |
|      |                              |               | Proctor                        | Huib Orizand                                                    |
|      |                              |               | Stemmen                        | Alex Faassen jr. Dick van ’t Sant                               |
| 19.  | Verborgen gevaren            | 04-02-1962    | Kliox                          | Robert Sobels                                                   |
|      |                              |               | Proctor                        | Huib Orizand                                                    |
|      |                              |               | Stemmen                        | Alex Faassen jr. Hans Veerman Johan Wolder Joke Reitsma-Hagelen |
|      |                              |               | Pleiërta                       | Tine Medema                                                     |
| 20.  | Onaangename verrassingen     | 11-02-1962    | Kliox                          | Robert Sobels                                                   |
|      |                              |               | Proctor                        | Huib Orizand                                                    |
|      |                              |               | Robotverbindingen              | Hans Karsenbarg Hans Simonis Chiel de Kruijf                    |
|      |                              |               | Robas                          | Maarten Kapteyn                                                 |
|      |                              |               | Louise                         | Els Buitendijk                                                  |
| 21.  | Genoegens van het onbekende  | 18-02-1962    | Kliox                          | Robert Sobels                                                   |
|      |                              |               | Proctor                        | Huib Orizand                                                    |
|      |                              |               | Robotverbindingen              | Hans Karsenbarg Hans Simonis Chiel de Kruijf                    |
|      |                              |               | Robas                          | Maarten Kapteyn                                                 |
| 22.  | Het monster uit de kast      | 25-02-1962    | Kliox                          | Robert Sobels                                                   |
|      |                              |               | Proctor                        | Huib Orizand                                                    |
|      |                              |               | Robotverbindingen              | Hans Karsenbarg Hans Simonis Chiel de Kruijf                    |
|      |                              |               | Man                            | Han König                                                       |
|      |                              |               | Louise                         | Els Buitendijk                                                  |
| 23.  | Twee ontsnappingen           | 04-03-1962    | Kliox                          | Robert Sobels                                                   |
|      |                              |               | Proctor                        | Huib Orizand                                                    |
|      |                              |               | Robotverbinding                | Hans Karsenbarg                                                 |
|      |                              |               | Metalen stem                   | Maarten Kapteyn                                                 |
|      |                              |               | Medicojurassen                 | Hans Veerman Constant van Kerckhoven                            |
|      |                              |               | Robotten                       | Piet Ekel                                                       |
| 24.  | Het wapen                    | 11-03-1962    | Kliox                          | Robert Sobels                                                   |
|      |                              |               | Proctor                        | Huib Orizand                                                    |
|      |                              |               | Robotverbindingen              | Hans Karsenbarg Hans Simonis                                    |
|      |                              |               | Synthetor                      | Hans Simonis (d)                                                |
| 25.  | Het grasschip                | 18-03-1962    | Kliox                          | Robert Sobels                                                   |
|      |                              |               | Proctor                        | Huib Orizand                                                    |
|      |                              |               | Het Monster (Bestuurder)       | Han König                                                       |
|      |                              |               | Robotten                       | Piet Ekel                                                       |
|      |                              |               | Omstanders                     | Louis de Bree Alex Faassen jr.                                  |
|      |                              |               | Tollogh                        | Tonny Foletta                                                   |
| 26.  | Op weg naar het doel         | 25-03-1962    | Kliox                          | Robert Sobels                                                   |
|      |                              |               | Proctor                        | Huib Orizand                                                    |
|      |                              |               | Robotten                       | Piet Ekel                                                       |
|      |                              |               | Tollogh                        | Tonny Foletta                                                   |
|      |                              |               | Jaopool                        | Chiel de Kruijf                                                 |
|      |                              |               | Dienaar                        | Dick Scheffer                                                   |
| 27.  | De man zonder gelaat         | 01-04-1962    | Kliox                          | Robert Sobels                                                   |
|      |                              |               | Proctor                        | Huib Orizand                                                    |
|      |                              |               | Robotten                       | Piet Ekel                                                       |
|      |                              |               | Het Monster (Bestuurder)       | Han König                                                       |
|      |                              |               | Tollogh                        | Tonny Foletta                                                   |
|      |                              |               | Omstanders                     | Louis de Bree Alex Faassen jr.                                  |
|      |                              |               | Oudere                         | Dick Scheffer                                                   |
|      |                              |               | Mannen                         | Harry Bronk Piet Ekel Han König                                 |
|      |                              |               | Spelers                        | Constant van Kerckhoven Rien van Noppen                         |
| 28.  | Met geweld en list           | 08-04-1962    | Kliox                          | Robert Sobels                                                   |
|      |                              |               | Proctor                        | Huib Orizand                                                    |
|      |                              |               | Spelers                        | Constant van Kerckhoven Rien van Noppen                         |
|      |                              |               | Kapitein                       | Johan Schmitz                                                   |
| 29.  | De toekomst van een project  | 15-04-1962    | Kliox                          | Robert Sobels                                                   |
|      |                              |               | Proctor                        | Huib Orizand                                                    |
|      |                              |               | Stemmen                        | Hans Karsenbarg Han König                                       |
|      |                              |               | Kwizbaas                       | Rijk de Gooyer                                                  |
|      |                              |               | Veyerlingh, minister-president | Louis de Bree                                                   |
|      |                              |               | Van Meeteren                   | Rob Geraerds                                                    |

### Muziek
Compositie: Klaas van Beeck

Uitvoering: KRO-Orkest o.l.v. Klaas van Beeck